# Страдіварі Віотті (скрипка)
Страдіварі Віотті (екс-Брюс Страдіваріус, італ. Viotti Stradivarius, англ. ex-Bruce Stradivarius, 1709) — антикварна скрипка, створена скрипалем та майстром Антоніо Страдіварі (1644—1737) в Кремоні. Це один із 700 відомих інструментів, які збереглися від тих, що виготовив Страдіварі.
Скрипка отримала свою назву від імені її першого відомого власника, скрипаля Джованні Батіста Віотті, який, як говорять, отримав її як знак вияву любові від Катерини ІІ. Віотті, як припускають, доручив зробити принаймні одну точну копію цієї скрипки. Наступні власники — Менессір, Брошан де Вільєрс; Меуніє, Жан-Батист Війом; П'єр Сільвестр (від імені William E. Hill & Sons), Берон Нуп, Р. К. Бейкер, Льюїс Брюс та Джон Брюс, на честь якого цю скрипку також інколи називають.

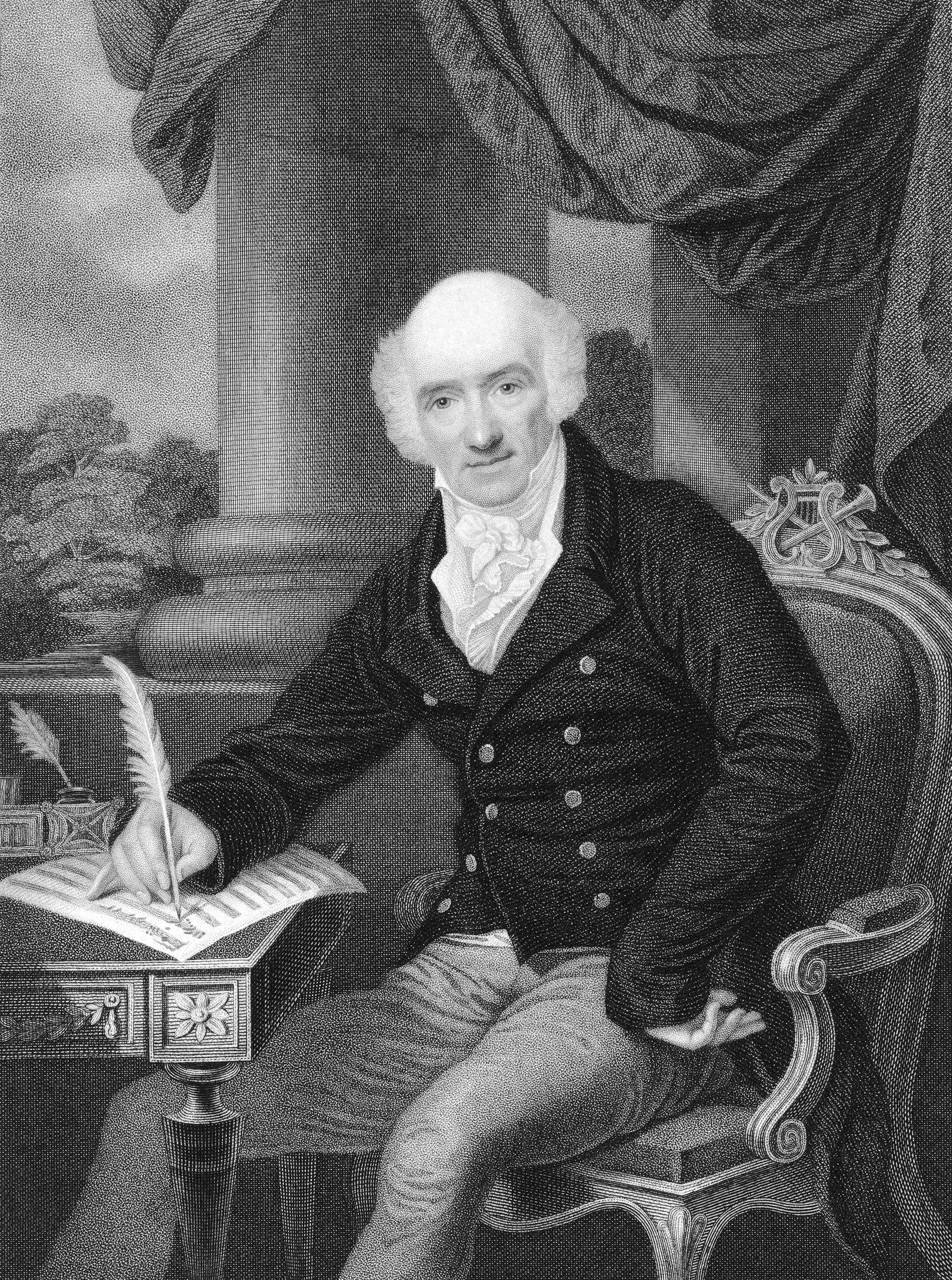
Джованні Батіста Віотті

Страдіварі Віотті перебуває в дуже гарному стані, не зіпсована та ні разу не ремонтована, що є вкрай нечастим випадком для інструментів того періоду, була востаннє куплена Королівською Академією Музики за 3,5 мільйона фунтів у вересні 2005 року. Його провенанс був основним фактором в оцінці скрипки. Фінансування було забезпечено британським міністерством фінансів, Національним британським фондом колекцій витворів мистецтва, Британським фондом меморіалів Національного спадку та багатьма приватними спонсорами.
Як один із найвеличніших скрипалів-віртуозів свого часу, Віотті істотно впливав на царину інструментальної техніки. Його виконання творів на скрипках Страдіварі зіграли велику роль у визнанні їхнього творця як видатного майстра.
Віотті був власником трьох скрипок Страдіварі. Інший інструмент, який згодом належав Марії Голл, тепер знаходиться в Колекції Ши-Мея. Він також володів скрипкою Страдіварі 1712 року, яка стала частиною Колекції Генрі Готтинджера. З 1965 року вона належала Ісаакові Гурвіцу.